# Кладата на суетата
„Кладата на суетата“ (на английски: The Bonfire of the Vanities) е американска сатирична черна комедия от 1990 г., режисиран и продуциран от Брайън Де Палма и участват Том Ханкс, Брус Уилис, Мелани Грифит, Ким Катрал и Морган Фрийман. Сценарият, написан от Майкъл Кристофър, е адаптиран от едноименния роман от 1987 г., написан от Том Улф. Музиката е композирана от Дейв Грузин.

## Актьорски състав
| Актьор           | Роля               |
| ---------------- | ------------------ |
| Том Ханкс        | Шърман Маккой      |
| Брус Уилис       | Питър Фалоу        |
| Мелани Грифит    | Мария Ръскин       |
| Ким Катрал       | Джуди Маккой       |
| Сол Рубинек      | Джед Креймър       |
| Морган Фрийман   | Съдия Уайт         |
| Джон Ханкок      | Преподобния Бейкън |
| Кевин Дън        | Том Килиън         |
| Клифтън Джеймс   | Албърт Фокс        |
| Луис Джиамбалво  | Рей Андрути        |
| Доналд Мофат     | Господин Маккой    |
| Адам Лефевър     | Роули Торп         |
| Алън Кинг        | Артър Ръскин       |
| Кърт Фълър       | Полард Браунинг    |
| Ричард Либертини | Ед Рифкин          |
| Андре Грегъри    | Обри Бъфинг        |
| Бет Бродерик     | Каролин Хефтшанк   |
| Мери Алис        | Ани Ламб           |
| Робърт Стивънс   | Сър Джералд Мур    |
| Кирстен Дънст    | Кемпбъл Маккой     |
| Ф. Мъри Ейбрахам | Ейб Уейс           |

## В България
В България филмът е издаден на VHS от „Брайт Айдиас“ през януари 1994 г.
На 12 април 1999 г. е издаден на VHS от „Александра Видео“.
На 27 декември 2010 г. е излъчен по bTV Cinema.
Дублажи
| Преводач            | Борина Недева                                |
| Озвучаващи артисти  | Нели Топалова Чавдар Монов Димитър Герасимов |
| Звукорежисьор       | Петър Колев                                  |
| Режисьор на дублажа | Костадин Бонев                               |

| Озвучаващи артисти  | Йорданка Илова Даниела Горанова Светломир Радев Петър Бонев Илия Иванов |
| Преводач            | Дина Колева                                                             |
| Тонрежисьор         | Добрин Добрев                                                           |
| Режисьор на дублажа | Поля Цветкова-Георгиу                                                   |